# ولفگانگ زولتس
ولفگانگ زولتس (انگلیسی: Wolfgang Solz; ۱۲ فوریهٔ ۱۹۴۰ – ۲۴ مارس ۲۰۱۷) یک بازیکن و سرمربی فوتبال اهل آلمان بود.
از باشگاه‌هایی که در آن بازی کرده‌است می‌توان به باشگاه فوتبال اینتراخت فرانکفورت و باشگاه فوتبال دارمشتات ۹۸ اشاره کرد.
وی همچنین در تیم ملی فوتبال آلمان بازی کرده است.